# Vorwerk
Vorwerk település Németországban, azon belül Alsó-Szászország tartományban. Lakosainak száma 1009 fő (2023. december 31.).

## Népesség
A település népességének változása:
| Lakosok száma | 1026 | 1047 | 1037 | 1040 | 1035 | 1009 |
|               | 2016 | 2017 | 2019 | 2021 | 2022 | 2023 |